# Good Night, Nurse (film 1913)
Good Night, Nurse è un cortometraggio muto del 1913. Il nome del regista non viene riportato nei credit del film che, prodotto dalla Essanay e distribuito dalla General Film Company, aveva come interpreti Billy Mason, Beverly Bayne, Ruth Hennessy.

## Trama
Mentre se ne sta bighellonando in giro per il paese sulla sua nuova automobile, Tom Carr, giovanotto benestante, rimane a piedi quando una gomma si sgonfia. Mentre il suo chaffeur prende i provvedimenti del caso, Tom, passeggiando, incontra una ragazza. Lei, che si chiama Sylvia Scott, è la figlia di un medico che gestisce una clinica per malattie nervose. Tom, erroneamente, crede che la ragazza sia una degente e, con un astuto stratagemma, riesce a entrare nell'istituto facendosi passare per uno dei pazienti.

## Produzione
Il film fu prodotto dalla Essanay Film Manufacturing Company.

## Distribuzione
Distribuito dalla General Film Company, il film - un cortometraggio della lunghezza di 200 metri - uscì nelle sale cinematografiche degli Stati Uniti il 13 agosto 1913. Nelle proiezioni, veniva programmato con il sistema dello split reel, accorpato in un'unica bobina con un altro cortometraggio prodotto dalla Essanay, il documentario Up Lookout Mountain on the Electric Incline.